# Jan Myślisz
Jan Myślisz (ur. 2 kwietnia 1895 w Wielkiej Wsi, zm. 17 sierpnia 1975 w Helu) – rybak kaszubski, latarnik, żołnierz odznaczony Orderem Virtuti Militari.

## Życiorys
Jan Myślisz urodził się 2 kwietnia 1895 w Wielkiej Wsi w rodzinie Jakuba Martina Myślisza (1851–1930) i Anny (1853–1925). Był bratem Jakuba Myślisza (1886–1939), rybaka kaszubskiego, właściciela kutra „Gwiazda Morza”, który odegrał ważną rolę w Zaślubinach Polski z morzem 10–11 lutego 1920. Jan uczęszczał do pruskiej szkoły powszechnej w Wielkiej Wsi. Po wybuchu I wojny światowej w maju 1915 jako obywatel pruski został powołany do armii niemieckiej, służył na froncie wschodnim, a potem został przeniesiony na front zachodni do Francji. Pod koniec marca 1917 piechur Jan Myślisz został ranny.
Jan Myślisz był uczestnikiem ważnych wydarzeń w historii II Rzeczypospolitej: był świadkiem Zaślubin Polski z morzem 10 lutego 1920 w Pucku oraz nazajutrz uczestnikiem pierwszego rejsu pod biało-czerwoną banderą  kutrem „Gwiazda Morza” jego brata Jakuba. Panująca w domu patriotyczna atmosfera skłoniła go do zgłoszenia się ochotniczo do powstającej polskiej marynarki wojennej. 21 marca 1920 wstąpił do służby wojskowej na froncie polsko-bolszewickim. Jan Myślisz jako ochotnik służył we Flotylli Pińskiej (brał udział we walkach na Prypeci) oraz we Flotylli Wiślanej. Służąc na statku uzbrojonym „Stefan Batory”, wyróżnił się bohaterstwem w czasie obrony Płocka, za co został odznaczony srebrnym krzyżem Virtuti Militari. 23 stycznia 1922 został zdemobilizowany, zakwalifikowany jako inwalida słuchu.
1 lutego 1922 rozpoczął pracę jako bosman w Kapitanacie Portu w Pucku, od 1 czerwca 1924 został latarnikiem latarni morskiej w Helu. Ożenił się z Agnieszką Schmidt, mieli sześcioro dzieci. Poza pracą na latarni był rybakiem. W 1938 otrzymał w użytkowanie z Morskiego Urzędu Rybackiego kuter Hel 6 „Emilia”.
Jan Myślisz był też działaczem społecznym. Był ławnikiem, zastępcą wójta w Helu, prezesem Oddziału Zrzeszenia Kaszubsko-Pomorskiego  w Helu, mężem zaufania rybaków, Prezesem Zrzeszenia Rybaków Morskich w Helu. W 1937 wybrany został sołtysem gromady Hel. Po zakończeniu pracy na kutrach przez 10 lat pracował w PP i UR „Koga” w Helu jako sieciarz.
Jan Myślisz zmarł w Helu 17 sierpnia 1975.

## Upamiętnienia i wyróżnienia
- Krzyż Srebrny Orderu Virtuti Militari
- Medal Polska Swemu Obrońcy
- Medal 10-lecia Odzyskanej Niepodległości
- W 2017 Rada Miasta Hel przyznała mu pośmiertnie tytuł „Zasłużony dla Miasta Helu”[7].
- 8 września 1993 Rada Miasta Hel nadała parkowi miejskiemu w Helu nazwę „Park Kaszubski imienia Jana Myślisza”.